# Plażowa piłka ręczna na World Games 2001
Turniej plażowej piłki ręcznej na World Games 2001 odbył się w dniach 23–25 sierpnia w japońskim mieście Akita. Była to pierwsza edycja zawodów w tej dyscyplinie na World Games.
W zawodach triumfowali Białorusini i Ukrainki. Najlepszymi graczami zostali uznani Juan Carlos Cortes oraz Li Jing Jing, zaś najwięcej bramek zdobyli odpowiednio Serguei Oubojenko i Christiane Otten.

## Turniej mężczyzn

### Faza grupowa
- 23 sierpnia 2001 13:00 – Iran-Hiszpania 0-2 (15-16, 15-19)
- 23 sierpnia 2001 14:00 – Białoruś-Togo 2-0 (18-10, 18-8)
- 23 sierpnia 2001 15:00 – Japonia-Brazylia 1-2 (11-9, 8-9, 2-5)
- 23 sierpnia 2001 16:00 – Hiszpania-Białoruś 0-2 (9-14, 11-16)
- 23 sierpnia 2001 17:00 – Brazylia-Iran 2-0 (13-4, 11-5)
- 23 sierpnia 2001 18:00 – Togo-Japonia 2-1 (12-11, 8-12, 5-4)
- 24 sierpnia 2001 09:00 – Hiszpania-Brazylia 2-0 (14-12, 15-14)
- 24 sierpnia 2001 09:50 – Białoruś-Japonia 2-1 (10-13, 11-10, 4-3)
- 24 sierpnia 2001 10:40 – Iran-Togo 2-1 (9-14, 16-13, 4-1)
- 24 sierpnia 2001 11:30 – Białoruś-Brazylia 2-0 (19-11, 14-11)
- 24 sierpnia 2001 12:20 – Japonia-Iran 0-2 (10-11, 14-16)
- 24 sierpnia 2001 13:10 – Togo-Hiszpania 0-2 (11-20, 18-29)
- 24 sierpnia 2001 14:00 – Iran-Białoruś 0-2 (9-20, 11-13)
- 24 sierpnia 2001 14:50 – Japonia-Hiszpania 0-2 (16-18, 11-17)
- 24 sierpnia 2001 15:40 – Brazylia-Togo 2-0 (18-13, 15-14)

### Faza pucharowa
Półfinały
- 25 sierpnia 2001 13:00 – Białoruś-Iran 2-0 (17-13, 14-8)
- 25 sierpnia 2001 13:50 – Hiszpania-Brazylia 2-0 (19-13, 17-11)

Mecz o 5. miejsce
- 25 sierpnia 2001 14:40 – Togo-Japonia 0-2 (12-13, 9-11)

Mecz o 3. miejsce
- 25 sierpnia 2001 15:30 – Iran-Brazylia 1-2 (9-19, 14-9, 3-4)

Mecz o 1. miejsce
- 25 sierpnia 2001 16:20 – Białoruś-Hiszpania 2-1 (18-15, 8-14, 7-6)

## Turniej kobiet

### Faza grupowa
- 23 sierpnia 2001 13:30 – Chiny-Niemcy 0-2 (5-22, 7-25)
- 23 sierpnia 2001 14:30 – Brazylia-Japonia 2-0 (8-7, 12-11)
- 23 sierpnia 2001 15:30 – Togo-Ukraina 0-2 (8-18, 4-12)
- 23 sierpnia 2001 16:30 – Niemcy-Brazylia 2-0 (17-6, 13-7)
- 23 sierpnia 2001 17:30 – Ukraina-Chiny 2-0 (21-4, 17-7)
- 23 sierpnia 2001 18:30 – Japonia-Togo 2-0 (12-8, 16-7)
- 24 sierpnia 2001 09:30 – Niemcy-Ukraina 0-2 (11-12, 10-12)
- 24 sierpnia 2001 10:20 – Brazylia-Togo 2-0 (12-9, 18-5)
- 24 sierpnia 2001 11:10 – Chiny-Japonia 0-2 (6-12, 5-11)
- 24 sierpnia 2001 12:00 – Brazylia-Ukraina 0-2 (10-13, 14-17)
- 24 sierpnia 2001 12:50 – Togo-Chiny 1-2 (9-5, 9-11, 2-3)
- 24 sierpnia 2001 13:40 – Japonia-Niemcy 1-2 (13-12, 8-14, 5-6)
- 24 sierpnia 2001 14:30 – Chiny-Brazylia 0-2 (5-18, 8-13)
- 24 sierpnia 2001 15:20 – Togo-Niemcy 0-2 (11-15, 7-21)
- 24 sierpnia 2001 16:10 – Ukraina-Japonia 2-0 (14-5, 13-9)

### Faza pucharowa
Półfinały
- 25 sierpnia 2001 13:30 – Ukraina-Japonia 2-0 (14-9, 13-7)
- 25 sierpnia 2001 14:20 – Niemcy-Brazylia 2-1 (14-11, 6-7, 5-4)

Mecz o 5. miejsce
- 25 sierpnia 2001 15:10 – Togo-Chiny 1-2 (6-9, 13-9, 5-6)

Mecz o 3. miejsce
- 25 sierpnia 2001 16:00 – Japonia-Brazylia 0-2 (7-10, 6-12)

Mecz o 1. miejsce
- 25 sierpnia 2001 16:50 – Ukraina-Niemcy 2-1 (17-16, 6-10, 6-5)